# Katedra Filologii Polskiej Akademii Pomorskiej w Słupsku
Katedra Sztuki Muzycznej Akademii Pomorskiej w Słupsku – jedna z dwóch katedr Instytutu Filologii Akademii Pomorskiej w Słupsku. Pierwotnie należąca do struktur Wydziału Filologiczno-Historycznego Akademii Pomorskiej w Słupsku. Dzieli się na 3 zakłady. Posiada uprawnienia do nadawania stopnia naukowego doktora. Prowadzi działalność dydaktyczną i badawczą związaną z literaturą: staropolską, romantyzmu, pozytywizmu i Młodej Polski; komparatystyką literacką, literaturą dla dzieci i młodzieży, regionalizmem literackim, językiem i piśmiennictwem pomorsko-kaszubskim, językiem skamandrytów, stylem poezji polskiej okresu modernizmu i dwudziestolecia międzywojennego, słowotwórstwem, badaniami nad teatrem i dramatem oraz filmem. Katedra oferuje studia na kierunku filologia polska oraz studia doktoranckie z zakresu literaturoznawstwa. Aktualnie na katedrze kształci się kilkuset studentów w trybie dziennym i zaocznym. Katedra wydaje dwa własne wydawnictwa: Filologia polska oraz Świat Tekstów. Rocznik Słupski. Pierwszy z nich wydawany jest w ramach Wydawnictwa Naukowe Akademii Pomorskiej. Z kolei drugi z nich to specjalistyczny rocznik literaturoznawczy, w którym drukowane są prace z zakresu teorii i historii literatury, teatru, filmu, sztuki, komparatystyki, teorii przekładu i nowych mediów. Czasopismo to ma charakter otwarty i mogą w nim publikować autorzy z ośrodków akademickich krajowych i zagranicznych. Siedzibą instytutu jest główny gmach akademii przy ul. Arciszewskiego 22 a w Słupsku
Katedra powstała w 1970 roku w ramach ówczesnej Wyższej Szkoły Nauczycielskiej jako Zakład Filologii Polskiej, który w 1993 roku został przekształcony w katedrę, a w 1999 roku w instytut. Jego twórcami byli w przeważającej części naukowcy wywodzący się z Uniwersytetu Gdańskiego. Wśród nich byli m.in.: Bogusław Kreja, Hubert Górnowicz, Edward Rabowicz, Jan Tuczyński, Anna Martuszewska, Józef Bachórz i Jan Ciechowicz. Pracownicy naukowi instytutu zajmowali też często najważniejsze stanowiska w hierarchii akademickiej – prorektorów, wielokrotnie obejmowali też funkcję dziekanów na swoich wydziałach. Instytut początkowo afiliowany był przy Wydziale Humanistycznym, a po jego przemianowaniu w 2001  roku przy Wydziale Filologiczno-Historycznym. Aktualnie zatrudnionych jest 19 pracowników naukowo-dydaktycznych, z czego na 1 z tytułem naukowym profesora stanowisku profesora zwyczajnego, 9 na stanowisku profesora nadzwyczajnego ze stopniem naukowym doktora habilitowanego oraz 9 adiunktów ze stopniem doktora.

## Historia
Dzisiejsza Katedra Filologii Polskiej Akademii Pomorskiej w Słupsku bierze swoją genezę z powstałego w roku akademickim 1970/1971 Zakładzie Filologii Polskiej, który powstał na ówczesnym Wydziale Humanistycznym Wyższej Szkoły Nauczycielskiej w Słupsku. Jej twórcą i pierwszym kierownikiem był doc. dr Edward Homa. W pierwszym roku działalności w jednostce zatrudniano jednego starszego wykładowcę oraz dwóch adiunktów. Utworzono wówczas trzyletnie studia stacjonarne na kierunku filologia polska. Wraz ze wzrostem liczby studentów, w roku akademickim 1971/1972, przeprowadzono rekrutację na trzysemestralne studia zaoczne filologii polskiej dla absolwentów studiów nauczycielskich. Pozwoliło to wówczas zwiększyć liczbę pracowników zakładu.
W październiku 1993 roku zakład został przekształcony w Katedrę Filologii Polskiej. W jednostce tej pracowało wtedy 35 osób, w tym: 12 samodzielnych pracowników naukowych, 11 doktorów, a także 12 magistrów. 1 lutego 1999 roku katedra przeobraziła się w Instytut Filologii Polskiej. Od 2000 roku instytut rozpoczął prowadzenie studiów podyplomowych. W 2008 roku zarządzeniem władz uczelni jednostka ta zmieniła nazwę na obecną, tzn. Instytut Polonistyki. 26 marca 2012 roku Centralna Komisja do Spraw Stopni i Tytułów przyznała Wydziałowi Filologiczno-Historycznemu Akademii Pomorskiej w Słupsku uprawnienia do nadawania stopnia naukowego doktora nauk humanistycznych w dyscyplinie literaturoznawstwo. Od tego czasu na instytucie prowadzone są studia doktoranckie.
Od 1 października 2019 roku, zarządzeniem Rektora AP, Instytut funkcjonuje jako Katedra Filologii Polskiej Akademii Pomorskiej w Słupsku.

## Poczet dyrektorów
Zakład Filologii Polskiej
- 1970: doc. dr Edward Homa

Katedra Filologii Polskiej
- 1993-1996: dr hab. Urszula Kęsikowa
- 1996-1999: dr hab. Kazimierz Cysewski

Instytut Filologii Polskiej
- 1999-2003: dr hab. Kazimierz Chruściński
- 2003-2008: dr hab. Andrzej Żurowski

Instytut Polonistyki
- 2008-2013: prof. dr hab. Andrzej Żurowski
- 2013-2019: dr hab. Anna Sobiecka

Katedra Filologii Polskiej
- od 2019 r.: dr Marek Kaszewski

## Kierunki kształcenia
Katedra Filologii Polskiej kształci studentów na kierunku filologia polska na studiach licencjackich (3 letnie), po których ukończeniu ich absolwenci uzyskują tytuł zawodowy licencjata. Do wyboru są następujące specjalności:
- filologia polska (nauczycielska) (dzienne, zaoczne)
- językoznawczo redaktorska (dzienne, zaoczne)
- kultura literacka (dzienne, zaoczne)

Po ukończeniu studiów pierwszego stopnia ich absolwenci mogą kontynuować dalsze kształcenie w ramach studiów magisterskich uzupełniających, trwających 2 lata i kończących się uzyskaniem tytułu zawodowego magistra. Studenci mają do wyboru poniższe specjalności:
- pomorzoznawstwo i kultura współczesna (dzienne, zaoczne)
- nauczycielska (dzienne, zaoczne)

Ponadto katedra prowadzi również następujące studia podyplomowe:
- studium podyplomowe kwalifikacyjne metodyczno-kulturoznawcze języka kaszubskiego
- podyplomowe studia przygotowania pedagogicznego dla absolwentów polonistyki, historii i języków obcych

Katedra oferuje studia doktoranckie (trzeciego stopnia), trwające 4 lata i kończące się uzyskaniem stopnia naukowego doktora w dziedzinie literaturoznawstwa:

## Struktura organizacyjna

### Zakład Antropologii Kultury i Badań Kaszubsko-Pomorskich
Samodzielni pracownicy naukowi
- dr hab. Anna Sobiecka – kierownik Zakładu
- prof. dr hab. Daniel Kalinowski
- dr hab. Adela Kuik-Kalinowska

### Zakład Historii i Teorii Literatury
Samodzielni pracownicy naukowi
- dr hab. Tomasz Tomasik – kierownik Zakładu
- dr hab. Krystyna Krawiec-Złotkowska
- dr hab. Sławomir Rzepczyński
- prof. dr hab. Tadeusz Sucharski
- dr hab. Bernadetta Żynis

### Zakład Językoznawstwa i Edukacji Polonistycznej
Samodzielni pracownicy naukowi
- dr hab. Grażyna Lasoń-Kochańska – kierownik Zakładu

## Kierunki działalności naukowej
Katedra Filologii Polskiej Akademii Pomorskiej w Słupsku prowadzi działalność dydaktyczną i badawczą związaną z:
- literaturą: staropolską, okresu romantyzmu, pozytywizmu, okresu Młodej Polski
- komparatystyką literacką
- literaturą dla dzieci i młodzieży
- regionalizmem literackim
- językiem i piśmiennictwem pomorsko-kaszubskim
- językiem skamandrytów
- stylem poezji polskiej okresu modernizmu i dwudziestolecia międzywojennego
- słowotwórstwem
- badaniami nad teatrem i dramatem
- badaniami nad filmem